# 18953 Laurensmith
18953 Laurensmith è un asteroide della fascia principale. Scoperto nel 2000, presenta un'orbita caratterizzata da un semiasse maggiore pari a 2,7102358 UA e da un'eccentricità di 0,0919983, inclinata di 2,39031° rispetto all'eclittica.